# Odense (municipio)
El municipio de Odense (en danés, Odense Kommune) es un municipio de la región de Dinamarca Meridional, en la isla de Fionia. Tiene un área de 304 km² y una población de 191.610 habitantes en 2012. Es el municipio más poblado de la isla y de la región, y el cuarto de Dinamarca. 
Su capital es Odense, donde vive cerca del 40% de la población de Fionia. Sus municipios vecinos son Assens al oeste, Nordfyn al norte, Kerteminde al este y Faaborg-Midtfyn al sur.
Al contrario de la mayoría de los municipios de la región, que fueron creados en 2007, la reforma municipal de ese año dejó intacto el territorio del municipio de Odense, que había sido creado desde 1970.

## Localidades
| Localidades más pobladas de Odense |                  |                  |
| Nº                                 | Localidad        | Población (2012) |
| 1                                  | Odense           | 168.798          |
| 2                                  | Bellinge         | 4.493            |
| 3                                  | Sankt Klemens    | 2.526            |
| 4                                  | Fraugde          | 1.786            |
| 5                                  | Over Holluf      | 1.543            |
| 6                                  | Næsbyhoved-Broby | 1.517            |
| 7                                  | Ejlstrup         | 1.332            |
| 8                                  | Lumby            | 794              |
| 9                                  | Blommenslyst     | 487              |
| 10                                 | Fangel           | 459              |